# 玉置豊次郎
玉置 豊次郎（たまき とよじろう、1899年7月13日 - 1984年10月9日）は、大阪市出身の日本の建築学者・都市計画家。工学博士（東京帝国大学）。大阪工業大学名誉教授。元内閣技官・帝都復興院復興局技師。元大阪府建築監督官・愛知県建築部長。勲四等瑞宝章受章。
専門は建築計画・建築史、都市計画。

## 経歴
1923年（大正12年）、東京帝国大学工学部建築学科を卒業後、内務省から都市計画地方委員会事務取扱を委嘱される。同年、関東大震災が発生し、帝都復興院の設置により復興局技師に転じ、復興計画にあたる。1925年（大正14年）大阪府警察技師、1927年（昭和2年）地方技師・大阪府建築監督官を勤める。この後、約15年間は土地区画整理事業等の指導に当たる。1942年愛知県警察部建築課長となる。
1947年（昭和2年）、内閣技官兼地方技官に就任した後、戦後復興院愛知建築出張所長となり、愛知県建築部長も兼任した。1948年、東京帝国大学から工学博士の学位を授与される（論文「地方都市建築の史的研究」）。1951年（昭和26年）8月、官界を辞す。同年ユタカプレコン（現：トヨタT&S建設）取締役就任。
一方、1929年から1942年まで関西高等工学校（現：大阪工業大学）非常勤講師、1956年大阪工業大学工学部建築学科教授となり、建築学教室を担当した。1979年、大阪工業大学名誉教授となり、退官した。
大阪工業大学（旧：関西高等工学校含む）工学部建築学科にて40年以上の長きに渡り教鞭を執り、光崎育利らと共に大学開学初期の建築計画・都市計画・建築史の研究の推進・育成に貢献した。1969年、勲四等瑞宝章受章。1976年、財団法人大阪住宅センター理事長も務めた。1984年、逝去。没後、正五位が追贈された。死後、蔵書は玉置文庫として大阪工業大学に寄贈された。

## 著書
- 『大阪建設史夜話:附大阪古地図集成解説』
- 『日本都市成立史』理工学社、1974年
- 『大阪古地図集成』大阪都市協会、1980年